# Gasparia kaiangaroa
Espèce
Gasparia kaiangaroa est une espèce d'araignées aranéomorphes de la famille des Toxopidae.

## Distribution
Cette espèce est endémique des îles Chatham en Nouvelle-Zélande.

## Publication originale
- Forster, 1970 : The spiders of New Zealand. Part III. Otago Museum Bulletin, vol. 3, p. 1-184.